# Rak bakteryjny pomidora

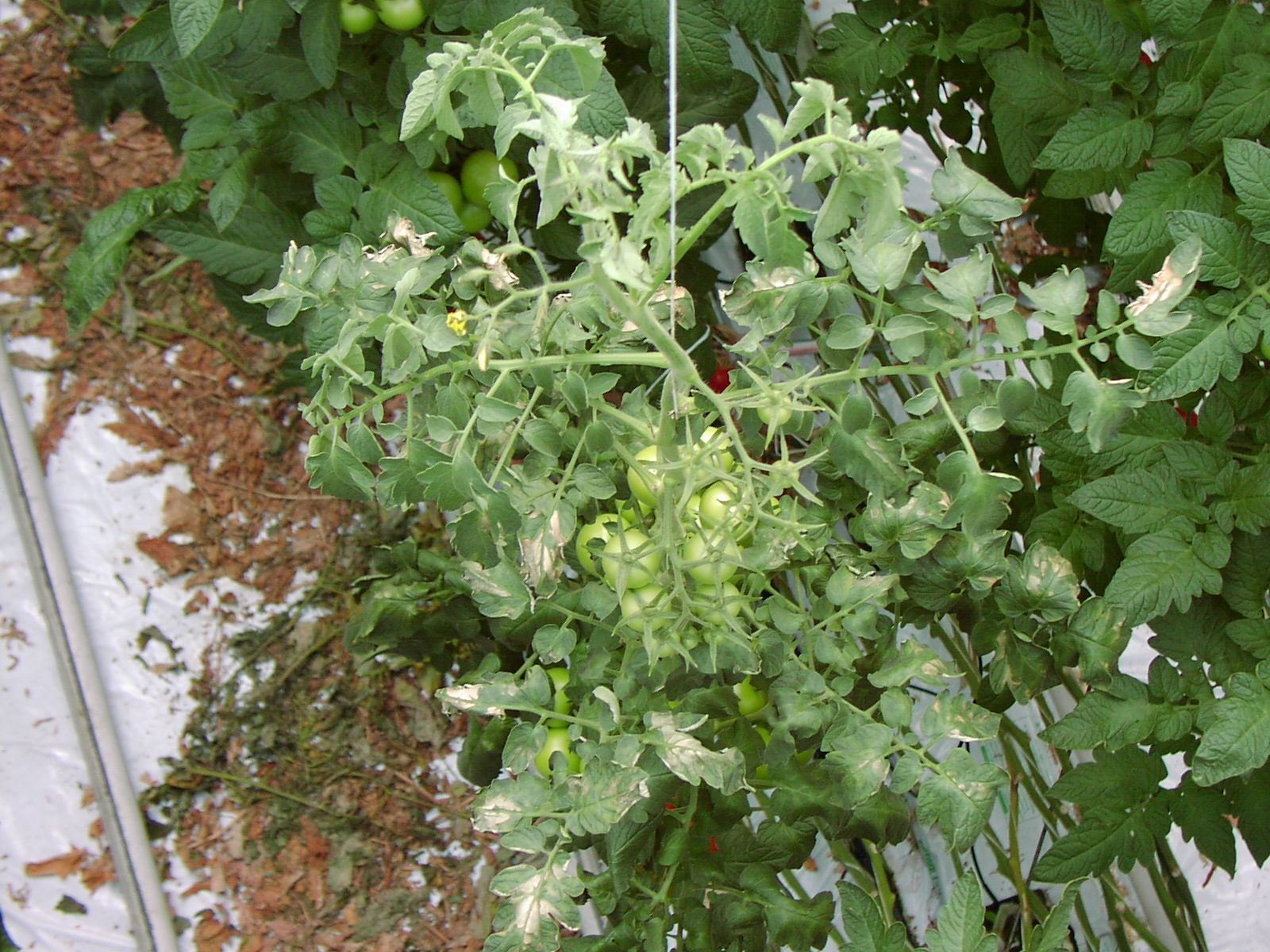
Objawy na liściach

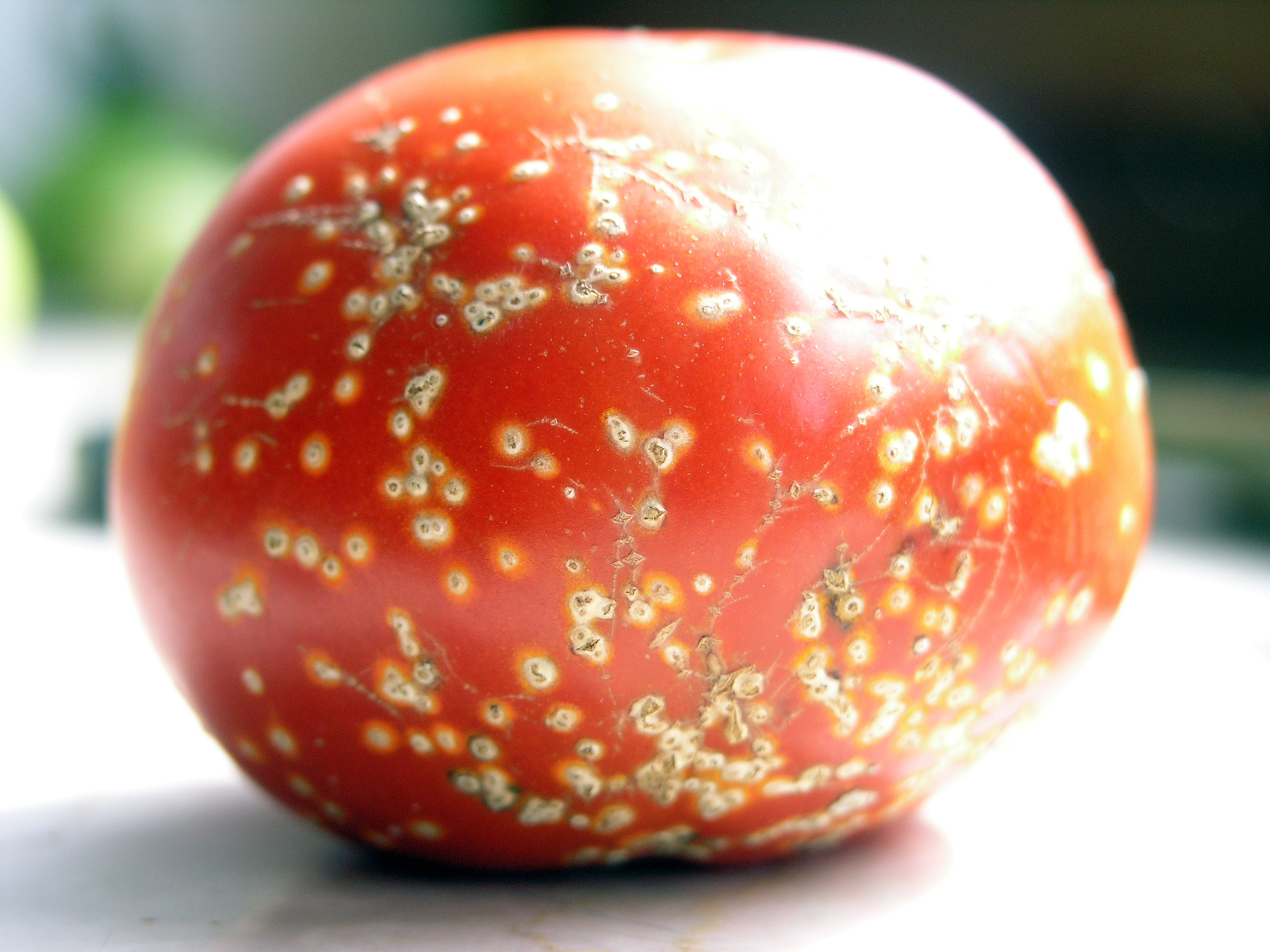
Objawy na owocu

Rak bakteryjny pomidora (ang. bacterial canker of tomato, bird’s eye of tomato fruits, vascular wilt of tomato) – bakteryjna choroba pomidora wywołana przez Clavibacter michiganensis subsp. michiganensis.

## Występowanie i szkodliwość
Jest to choroba z grupy raków roślinnych. Występuje w większości rejonów uprawy pomidora (Solanum lycopersicum) na świecie. W krajach o ciepłym klimacie występuje w uprawach polowych, w krajach o klimacie umiarkowanym występowała głównie w uprawach pod osłonami (w tunelach foliowych i szklarniach), ale z czasem rozprzestrzeniła się także na uprawy polowe. W Polsce od lat 90.XX wieku występuje zarówno pod osłonami, jak i w uprawach polowych.
Jest to choroba systemiczna atakująca całą roślinę. Prowadzi do więdnięcia, a następnie zamierania roślin. Jest bardzo zakaźna i łatwo może przeobrazić się w epidemię powodująca 20–70% strat plonu. Wywołująca ją bakteria jest organizmem kwarantannowym.

## Objawy
Najbardziej typowy objaw to więdnięcie pomidorów nasilające się przy niskiej wilgotności względnej i wysokiej temperaturze powietrza. Dość często obejmuje jedną tylko stronę pędu. Na brzegach listków pojawia się nekroza, brzegi listków zwijają się i więdną. U młodych roślin więdnięcie może być gwałtowne, u starszych trwa dłużej, ale ostatecznie całe rośliny więdną, powierzchnia owoców staje się marmurkowata, przestają się rozwijać i cała roślina ginie. Gdy więdnięcie obejmuje jedną tylko stronę pędu, często na liściach pojawiają się początkowo wodniste, a później nekrotyczne plamki, a wkrótce potem na łodygach smugowate przebarwienia. Jeśli bakterie przedostaną się z naczyń do tkanki parenchymatycznej, to w miejscu przebarwień pojawia się śluzowaty, żółtawy wyciek zawierający bakterie. Roślina broni się wytwarzając kallus, co w efekcie prowadzi do powstania w tym miejscu zrakowaceń.
Na poprzecznym przekroju porażonych łodyg pomidora widoczne są przebarwione na żółtobrązowo wiązki przewodzące. Tkanka w węzłach jest miękka, co różni tę chorobę od fuzaryjnego więdnięcia pomidora i werticiliozy. Czasami przebarwione wiązki otoczone są zbrunatniałymi komórkami miękiszu drewna. W miarę rozwoju choroby porażone wiązki oddzielają się od skórki, zaś pomiędzy korą pierwotną i walcem osiowym powstają puste przestrzenie.
Objawy na owocach są dwojakiego rodzaju. Jeśli bakterie dostaną się do owoców przez szypułki, wówczas wewnątrz owoców powstają początkowo żółte, potem brązowe przebarwienia naczyń i miąższu wokół pestek. Podobne żółte przebarwienia mogą być widoczne także na przekroju szypułki. Jeśli bakterie wraz z kroplami wody dostaną się na powierzchnię owoców, wówczas na ich powierzchni tworzą się małe, białe plamki.. W miarę rozwoju powiększają się do średnicy 3–6 mm, ich środek nabrzmiewa i zmienia barwę na ciemnobrązową. Są to tzw. „ptasie oczka”; ciemnobrązowe z białą obwódką. W Polsce ten typ zakażenia jest rzadki

## Epidemiologia
Najważniejszym źródłem infekcji są zakażone nasiona. Znajdujące się na ich okrywie nasiennej i na przyschniętych resztkach miąższu bakterie mogą przetrwać 8-12 miesięcy. Stwierdzono obecność bakterii także w zarodkach nasion, ale nie wiadomo, czy one są także źródłem infekcji.. Ponadto bakterie mogą przetrwać w glebie na resztkach roślin oraz na podporach i sznurkach służących do prowadzenia pomidorów. W sterylnej glebie bakterie mogą przetrwać do 18 miesięcy, a w suchych fragmentach roślin do dwóch lat.
Do pomidora bakterie wnikają głównie przez uszkodzenia powstałe w trakcie zabiegów pielęgnacyjnych, podczas uszczykiwania pędów, przywiązywaniu pomidorów do sznurków czy podpór, albo podczas zbioru owoców. Może dojść do infekcji także przez korzenie, najczęściej podczas wysadzania rozsady. Doświadczalnie stwierdzono, że bakterie są zdolne infekować zdrowe i nieuszkodzone korzenie (np. podczas uprawy hydroponicznej). Bakterie rozprzestrzeniają się podczas nawadniania roślin, szczególnie gdy odbywa się to po zabiegach pielęgnacyjnych poprzez deszczowanie.

## Ochrona
Ponieważ Clavibacter michiganensis subsp. michiganensis jest organizmem kwarantannowym, obowiązuje przestrzeganie zasad jego zwalczania ściśle uregulowanych przepisami fitosanitarnymi. Najważniejsze jest używanie do siewu zdrowych nasion. Aby pozbyć się z nich bakterii, są one poddawane dezynfekcji kwasem solnym podczas ich wydobywania z owoców. Zamiast kwasu solnego można też stosować termiczne odkażanie w wodzie o temperaturze 52 °C przez 20 min. Wszystkie używane do uprawy pomidorów skrzynki, doniczki, tyczki, oraz narzędzia powinny być pomiędzy kolejnymi uprawami zdezynfekowane albo termicznie, albo roztworem podchlorynu sodu. Gdy pojawią się pierwsze objawy choroby, pobiera się próbki roślin do badań laboratoryjnych, albo profilaktycznie usuwa porażone rośliny. Należy przy tym uważać, by nie doszło do kontaktu z sąsiednimi roślinami. Przy uprawie na wełnie mineralnej wskazane jest usunięcie całej maty wraz z innymi, jeszcze zdrowo wyglądającymi roślinami. Zaleca się kropelkowe, indywidualne podlewanie każdej rośliny oddzielnie, by nie dochodziło do kontaktu między nimi.